# Alice Ronfard
Alice Ronfard est une metteuse en scène canadienne née le 3 juin 1956 à Alger, en Algérie.  

## Biographie
Alice Ronfard est la fille de l'homme de théâtre franco-québécois Jean-Pierre Ronfard (1929-2003) et de la romancière Marie Cardinal (1928-2001). Elle a vécu à Thessalonique, Lisbonne, Vienne et Paris avant d'arriver à Montréal, au Canada.
Ses débuts en théâtre se font dès l’âge de 19 ans alors qu’elle construit des décors, conçoit des éclairages et travaille en production au Théâtre expérimental où son père est l'un des cofondateurs avec Robert Gravel et Pol Pelletier. Ensuite, elle étudie en arts plastiques et en littérature, complétant ainsi sa formation théâtrale acquise sur le tas.
Elle signe la mise en scène de plus d'une quarantaine de pièces de théâtre, d’opéras et de spectacles de danse, et a obtenu de nombreux prix. Parmi ses mises en scène marquantes figurent L’annonce faite à Marie de Claudel (distinguée par le Prix de l’association des critiques), Cyrano de Bergerac d’Edmond Rostand, ainsi que Les Troyennes d’Euripide qui lui valent le prix Gascon-Roux de la mise en scène. À l'opéra, elle a entre autres dirigé Così fan tutte de Mozart pour l'Opéra de Montréal en 1992,,. 
Dans son parcours elle s'intéresse et conçoit plusieurs événements spéciaux, dont l’exposition Femmes corps et âme au Musée de la civilisation de Québec pour laquelle elle a remporté avec Danièle Lévesque, le Prix d’excellence de l’Association des musées canadiens (1997).
Depuis quelques années, elle collabore avec de jeunes auteurs, metteurs en scène et acteurs de la scène montréalaise tels que Sébastien Harrisson (Floes), Evelyne de la Chenelière (L’Imposture et Une vie pour deux), Emmanuel Schwartz (Bérénice) et Mani Soleymanlou (UN et Deux).
Alice Ronfard a également écrit un certain nombre de textes pour la scène, tels que Les paradis n’existent pas…Jeanne d’Arc (1985), Overground (1987), Manuscrit de la Mère morte (1990) et Pour en finir avec la mémoire (1990). 
Elle enseigne régulièrement dans les programmes d’interprétation, de scénographie et de production des écoles de théâtre du Grand Montréal.  

## Théâtre

### Mise en scène
- 1980 : Parce que c'est la nuit de Chantal Beaupré, Théâtre Expérimental des Femmes
- 1981 : Où est Unica Zürn? d'Anne-Marie Provencher, Nouveau Théâtre Expérimental
- 1982 : Grandir (en hommage à ma fille) de Francine Tougas
- 1986 : Une histoire qui se répète de Jean-Pierre Ronfard, Nouveau Théâtre Expérimental
- 1987 : La tempête de Shakespeare, Théâtre Expérimental des Femmes
- 1989 : L'Annonce faite à Marie de Paul Claudel, Festival TransAmériques, Espace Go
- 1990 : Billy Strauss de Lise Vaillancourt, Espace Go[6]
- 1991 : Henri IV de Pirandello, production de La Nouvelle Compagnie Théâtrale, Théâtre Denise-Pelletier [7]
- 1991 : Dans la solitude des champs de coton de Bernard-Marie Koltès, Espace Go[8],[9]
- 1992 : Provincetown Playhouse, juillet 1919, j'avais 19 ans de Normand Chaurette, Espace Go
- 1992 : Les guerriers de Michel Garneau, production de La Nouvelle Compagnie Théâtrale, Théâtre Denise-Pelletier
- 1993 : Les Troyennes d'Euripide, Théâtre du Nouveau Monde
- 1993 : Comme il vous plaira de Shakespeare, La Nouvelle Compagnie Théâtrale, Théâtre Denise-Pelletier
- 1994 : Marie Stuart de Friedrich von Schiller, production de La Nouvelle Compagnie Théâtrale, Théâtre Denise-Pelletier
- 1994 : Héliotropes de Michel Garneau, Théâtre du Rideau Vert
- 1995 : Cyrano de Bergerac d'Edmond Rostand, Théâtre du Nouveau Monde
- 1995 : Électre, Elektra, Festival TransAmériques[10]
- 1997 : La seconde surprise de l'amour de Marivaux, Espace Go
- 1997 : Quai Ouest de Bernard-Marie Koltès, Espace Go[11]
- 1997 : Yvonne, princesse de Bourgogne de Witold Gombrowicz, Théâtre du Trident
- 1999 : La voix humaine de Jean Cocteau, Espace Go
- 1999 : King de Michel Vinaver, Espace Go
- 2001 : Floes, de Sébastien Harrisson, Centre du théâtre d'Aujourd'hui
- 2001 : L'Avare de Molière, Théâtre du Nouveau Monde
- 2003 : Tristan et Yseult de Pierre-Yves Lemieux, Théâtre du Nouveau Monde
- 2004 : Les hommes aiment-ils le sexe, vraiment, autant qu'ils le disent? de François Létourneau, Espace Go[12]
- 2006 : Désordre public d'Evelyne de la Chenelière, Espace Go[13]
- 2008 : Les Pieds des anges d'Evelyne de la Chenelière, Espace Go
- 2008 : La Complainte de Dulcinée de Dulcinée Langfelder, Dulcinée Langfelder & Cie
- 2009 : Les Pieds des anges d'Evelyne de la Chenelière, Espace Go[14]
- 2009 : La Tempête d'Emma Haché (d'après Shakespeare), Théâtre de la petite marée
- 2010 : L'imposture d'Evelyne de la Chenelière, Théâtre du Nouveau Monde[15],[16]
- 2012-2013 : Une vie pour deux - La Chair et autres fragments de l'amour d'Evelyne de la Chenelière (d'après le roman de Marie Cardinal), Espace Go
- 2013 : La Cantate Intérieure de Sébastien Harrisson, (mise en lecture) 12e Festival du Jamais lu de Montréal[17]
- 2015 : Je te vois me regarder de Victoria Diamond, Mylène MacKay, Benoît Rioux et Alice Ronfard, comise en scène avec Benoît Rioux, production Bye Bye Princesse
- 2015-2017 : La Cantate Intérieure de Sébastien Harrisson, production Les Deux Mondes[18]
- 2016 : Un vent se lève qui s'éparpille, Théâtre du Nouvel-Ontario et le Centre national des Arts du Canada
- 2018 : Candide ou l’Optimisme de Pierre-Yves Lemieux, d’après Voltaire, Théâtre du Nouveau Monde[19],[20]
- 2019 : Ma chambre froide de Joël Pommerat, Conservatoire d'art dramatique de Montréal
- 2019 :  Le Misanthrope de Molière, École supérieure de théâtre de l'UQAM

### Conseil à la dramaturgie
- 2013 : (e) de Dany Boudreault, création de La Messe Basse, Centre du Théâtre d'Aujourd'hui

## Opéra

### Mise en scène
- 1992 : Cosi fan tutte et Idoménée de Wolfgang Amadeus Mozart, Opéra de Montréal
- 2000 : Béatrice et Bénédict de Berlioz, Laboratoire d'Opéra Université de Montréal
- 2002 : Cosi fan tutte et Idoménée de Wolfgang Amadeus Mozart, Laboratoire d'Opéra Université de Montréal

## Danse

### Danseuse
- 1986 : Citadelle, Charles-Mathieu Danse

### Travail d'interprétation
- 1990 : Don Quichotte de la tâche, chorégraphie de Pierre-Paul Savoie
- 1990 : Train d'enfer, chorégraphie de Ginette Laurin

## Écriture

### Dramaturge
- 1985 : Cercle vicieux, écriture des textes, création de Dulcinée Langfelder
- 1985 : Les paradis n’existent pas... Jeanne d’Arc, mise en scène : Claude Poissant
- 1987 : Overground, mise en scène : André Naud, Théâtre de la Rallonge
- 1990 : Pour en finir avec la mémoire, création d’un texte de 15 minutes, Centre du Théâtre d’Aujourd’hui
- 1990 : Manuscrit de la mère morte, mise en lecture, CEAD
- 2001 : Une école de métier ou une école d’art, L’école du jeu, Les voix de l’acteur, Collection dirigée par Patrick Pezin
- 2002 : L’Immigrant (billet) : Devine qui vient nous voir, Première Chaîne de la Société Radio-Canada
- 2006 : À mon fils, à mon père, à mon amant, à mon ami, Le TNM d'hier à aujourd'hui, Lanctôt éditeur

### Scénariste
- 2005-2006 : Le Démon et le Cuisinier, production Cirrus

## Prix et distinctions
- 1988 : Grand Prix de la Communauté urbaine de Montréal pour La Tempête
- 1989 : Prix de la meilleure mise en scène décerné par l'Association des critiques de théâtre pour L'Annonce faite à Marie
- 1993 : Prix Gascon-Roux, meilleure mise en scène pour Les troyennes (Théâtre du Nouveau Monde)
- 1995 : Prix d'excellence de l'Association des musées canadiens, catégorie présentation pour la conception de la mise en espace de l'exposition Femmes, Corps et Âme au Musée de la civilisation de Québec

- 1996 : Prix Gascon-Roux de la meilleure mise en scène pour Cyrano de Bergerac (Théâtre du Nouveau Monde)
- 1998 : Masque de la meilleure mise en scène pour Yvonne, princesse de Bourgogne